# NGC 6721
NGC 6721 est une vaste galaxie elliptique située dans la constellation du Paon. Sa vitesse par rapport au fond diffus cosmologique est de 4 369 ± 25 km/s, ce qui correspond à une distance de Hubble de 64,5 ± 4,5 Mpc (∼210 millions d'al). NGC 6721 a été découverte par l'astronome britannique John Herschel en 1834.
NGC 6721 est une galaxie du champ, c'est-à-dire qu'elle n'appartient pas à un amas ou un groupe et qu'elle est donc gravitationnellement isolée.
À ce jour, huit mesures non basées sur le décalage vers le rouge (redshift) donnent une distance égale à 61,050 ± 18,095 Mpc (∼199 millions d'al), ce qui est à l'intérieur des valeurs de la distance de Hubble.